# حكم غولدووتر

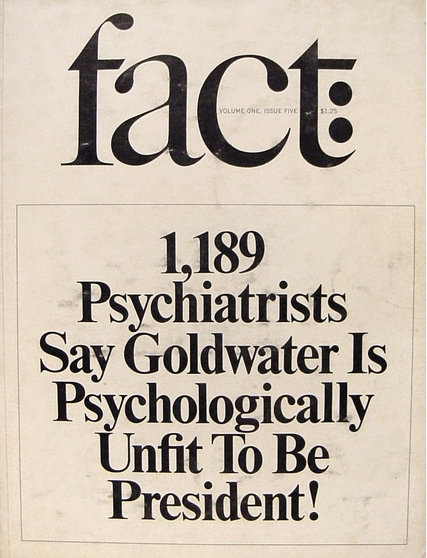
القطعة الأصلية في مجلة فاكت التي تروج لطرح حكم غولدووتر. والتي من المرجح أنها كلفت باري غولدووتر عدد ضخم من الأصوات المحتملة، ولاحقاً، اعتبرت هذه الممارسة غير أخلاقية من قبل الاتحاد الأمريكي للطب النفسي.

حكم غولدووتر Goldwater rule، هو الاسم الغير رسمي الذي أُطلق على القسم السابع من مبادئ الأخلاقيات الطبية الجمعية الأمريكية للأطباء النفسيين والذي يقر بعدم أخلاقية اعطاء الأطباء النفسيين رأياً مهنياً عن شخصيات عامة لم يقوموا بالكشف عليهم شخصياً، ولم يحصلوا منهم على موافقة بمناقشة صحتهم العقلية على الملأ. سُمي المبدأ على اسم المرشح الرئاسي باري غولدووتر.
ظهرت القضية عام 1964 عندما نشرت مجلة فاكت مقال بعنوان «لاوعي المحافظ: قضية تخص عقل باري غولدووتر». استطلعت المجلة رأي أطباء نفسيين عن السناتور الأمريكي باري غولدووتر وما إذا كان مؤهلاً لتولي الرئاسة. رئيس التحرير، رالف كينزبورك، رُفعت ضده دعوى تشهير حملت اسم غولدووتر ضد كينبورك، حيث فاز غولدووتر بمبلغ 75.000 دولار (ما يقارب626٬000 دولار اليوم) كغرامة لما لحق به من أضرار.

## الحكم
القسم السابع، والذي يظهر في الطبعة الأولى من مبادئ الأخلاقيات العقلية للاتحاد الأمريكي للطب النفسي عام 1973 ولا زال في حيز التنفيذ حتى اعتبارًا من 2017، والذي يقول:

## ترمب وحكم غولدووتر
في عامي 2016 و2017، وجهت انتقادات لعدد من الأطباء النفسيين وعلماء النفس السريريين لاختراقهم مبدأ غولدووتر، حيث زعموا بأن دونالد ترمب قد أظهر "مجموعة متنوعة من  مشكلات الشخصية، ومن بينها العظمة، افتقاد التقمص الوجداني، والنرجسية الخبيثة، وأنه مصاب "بمرض عقلي خطير"، بالرغم من أنه لم يسبق لهم الكشف عليه.
جون كارتنر، عالم النفس الممارس، وزعيم مجموعة واجب التحذير (بالإنجليزية: Duty to Warn)‏، صرح في أبريل 2017 بأنه: «لدينا مسئولية أخلاقية لتحذير العامة من مرض دونالد ترمب العقلي الخطير.»